# Prohlubeň Galathea
Prohlubeň Galathea (anglicky Galathea Deep nebo Emden Deep) je mořská prohlubeň ve Filipínském příkopu v západní části Tichého oceánu a třetí nejhlubší místo na Zemi. Prohlubeň leží východně od filipínského ostrova Bucas Grande. Dosahuje hloubky 10 540 metrů. Prvně byla objevena při plavbě německé lodi Planet v roce 1912. Prozkoumána byla posádkou dánské výzkumné lodi Galathea v roce 1951 při druhé expedici na lodi Galathea, po které byla pojmenována. Biologické vzorky sebrané během dánské expedice ukazují rozmanitost ryb, různonožců a bakterií.
První sestup na dno prohlubně se podařil 23. března 2021 filipínskému oceánografovi Deo Florence Ondovi a americkému podmořskému průzkumníkovi Victorovi Vescovovi.